# フットステップスインザサンド
フットステップスインザサンド (Footstepsinthesand) はアイルランドの競走馬および種牡馬。ジャイアンツコーズウェイの初年度産駒で、2005年のイギリス2000ギニー (G1) に優勝した。
2003年のタタソールズ・オクトーバーイヤリングセールにて17万ギニー（約3400万円）で落札されている。2004年10月17日のデビュー戦を4馬身半差で圧勝し、その8日後のG3キラヴーランステークスも快勝。この年を2戦2勝で終え翌年に備える。そして休養明け初戦となった2005年4月30日のイギリス2000ギニーでは、後に活躍するドバウィやオラトリオ、デビッドジュニアらを退けて1着となり、無敗でのクラシック制覇を成し遂げた。ちなみにこのレースで同馬の手綱を取ったキーレン・ファロンと管理調教師のエイダン・オブライエンのコンビは、翌日のイギリス1000ギニーもヴァージニアウォーターズで優勝し1000ギニー・2000ギニーのダブル制覇を達成している。
この後はアイリッシュ2000ギニーに出走を予定していたが、脚部不安を発症したため回避。その後も回復が思わしくなく、同年6月23日に陣営が現役引退を発表。わずか3戦で競走生活に幕を下ろし、種牡馬入りすることとなった。

## 競走成績
- 2004年（2戦2勝）
  - キラヴーランステークス (G3)
- 2005年（1戦1勝）
  - イギリス2000ギニー (G1)

## 種牡馬成績
- チャチャマイディー / Chachamaidee - 2012年メイトロンステークス
- マリアナフット / Marianafoot - 2021年モーリス・ド・ゲスト賞

### 母父としての主な産駒
- セキトバイースト - 2025年府中牝馬ステークス（父デクラレーションオブウォー）

## 血統表
| フットステップスインザサンドの血統（ストームキャット系 / Blushing Groom 4×3=18.75%、Northern Dancer 4×5=9.38%、Nasrullah 5×5=6.25%（母内）） | フットステップスインザサンドの血統（ストームキャット系 / Blushing Groom 4×3=18.75%、Northern Dancer 4×5=9.38%、Nasrullah 5×5=6.25%（母内）） | フットステップスインザサンドの血統（ストームキャット系 / Blushing Groom 4×3=18.75%、Northern Dancer 4×5=9.38%、Nasrullah 5×5=6.25%（母内）） | （血統表の出典）  | （血統表の出典） |
| 父 Giant's Causeway 1997 栗毛 | 父の父Storm Cat 1983 黒鹿毛 | Storm Bird | Northern Dancer   | Northern Dancer  |
| 父 Giant's Causeway 1997 栗毛 | 父の父Storm Cat 1983 黒鹿毛 | Storm Bird | South Ocean       |                  |
| 父 Giant's Causeway 1997 栗毛 | 父の父Storm Cat 1983 黒鹿毛 | Terlingua | Secretariat       | Secretariat      |
| 父 Giant's Causeway 1997 栗毛 | 父の父Storm Cat 1983 黒鹿毛 | Terlingua | Crimson Saint     |                  |
| 父 Giant's Causeway 1997 栗毛 | 父の母Mariah's Storm 1991 鹿毛 | Rahy | Blushing Groom    | Blushing Groom   |
| 父 Giant's Causeway 1997 栗毛 | 父の母Mariah's Storm 1991 鹿毛 | Rahy | Glorious Song     |                  |
| 父 Giant's Causeway 1997 栗毛 | 父の母Mariah's Storm 1991 鹿毛 | Immense | Roberto           | Roberto          |
| 父 Giant's Causeway 1997 栗毛 | 父の母Mariah's Storm 1991 鹿毛 | Immense | Imsodear          |                  |
| 母 Glatisant 1991 青鹿毛 | 母の父Rainbow Quest 1981 鹿毛 | Blushing Groom | Red God           | Red God          |
| 母 Glatisant 1991 青鹿毛 | 母の父Rainbow Quest 1981 鹿毛 | Blushing Groom | Runaway Bride     |                  |
| 母 Glatisant 1991 青鹿毛 | 母の父Rainbow Quest 1981 鹿毛 | I Will Follow | Herbager          | Herbager         |
| 母 Glatisant 1991 青鹿毛 | 母の父Rainbow Quest 1981 鹿毛 | I Will Follow | Where You Lead    |                  |
| 母 Glatisant 1991 青鹿毛 | 母の母Dancing Rocks 1979 鹿毛 | Green Dancer | Nijinsky          | Nijinsky         |
| 母 Glatisant 1991 青鹿毛 | 母の母Dancing Rocks 1979 鹿毛 | Green Dancer | Green Valley      |                  |
| 母 Glatisant 1991 青鹿毛 | 母の母Dancing Rocks 1979 鹿毛 | Croda Rossa | Grey Sovereign    | Grey Sovereign   |
| 母 Glatisant 1991 青鹿毛 | 母の母Dancing Rocks 1979 鹿毛 | Croda Rossa | Crenelle F-No.1-e |                  |